# Изобретение традиции

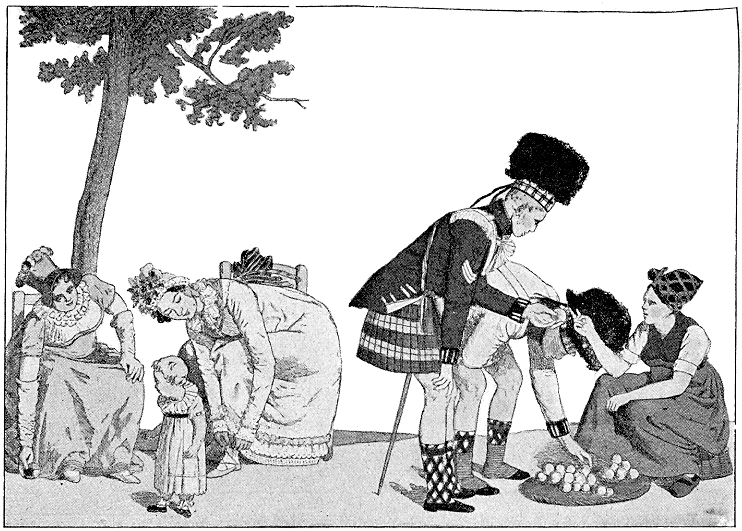
Килт и узор-шотландка являются известным примером «изобретенной традиции». Соответствующую статью о горской традиции Шотландии в сборнике под редакцией Хобсбаума и Рейнджера написал Хью Тревор-Ропер

Изобретение традиций (англ. Invention of tradition) — модернистская историческая концепция, разработанная британским историком-марксистом Эриком Хобсбаумом. В одноимённой книге под редакцией Эрика Хобсбаума и Теренса Рейнджера, первое издание которой было выпущено в 1983 году, коллектив авторов рассматривает феномен и происхождение традиций. Основная идея концепции состоит в том, что многие традиции, кажущиеся старыми или претендующие на то, что они являются таковыми, часто оказываются недавнего происхождения и нередко изобретёнными. Во многом концепция переплетается с концепцией Бенедикта Андерсона «Воображаемые сообщества».
Изобретение традиции является одной из форм существования мифологизированной истории, наряду с «памятью» о прошлом и стереотипами.

## Содержание
Согласно определению Хобсбаума, «изобретенная традиции — это совокупность общественных практик ритуального или символического характера, обычно регулируемых с помощью явно или неявно признаваемых правил; целью её является внедрение определенных ценностей и норм поведения, а средством достижения цели — повторение». Последнее автоматически предполагает преемственность по времени. И действительно, всюду, где это возможно, такие практики стараются обосновать свою связь с подходящим историческом периодом.
Авторы чётко разделяют понятия «традиция» и «обычаи». Отличительной чертой «традиций», в том числе и изобретённых, является их неизменность. Прошлое, на которое они ссылаются, налагает на людей фиксированные практики, включая практику повторения. «Обычай» же не может быть чем-то неизменным, потому что даже в традиционных обществах не может быть неизменной жизнь. Упадок «обычая» неизбежно меняет и «традицию», с которой он, как правило, тесно связан. Наглядно авторы иллюстрируют разницу следующим примером:

 В суде «обычай» — это то, что судья делают, тогда как «традиция» — это парики, мантии и другие формальные принадлежности и ритмизованные действия, сопутствующие действию. Упадок «обычая» неизбежно меняет и «традицию» с которой он, как правило, тесно связан.
С целью рассмотрения самого термина «изобретённые традиции», автор оперируют примерами культурных явлений из Библии, мифов Шотландии, традиций колониальной Африки и традиций мировых религий. Концепция в своих идеях переплетается с концепцией Бенедикта Андерсона «воображаемые сообщества».
Хобсбаум также разграничивает понятия «традиции» и порядок или правило. По своей сути порядок и правило не обладают сколько-нибудь значительной ритуальной или символической функцией, хотя и могут её обрести случайным образом. Любое общественно значимое действие, которое надо выполнять снова и снова, предрасполагает к тому, чтобы из соображений удобства и эффективности был создан некий свод правил его выполнения и чтобы де-факто или де-юре он стал сводом правил формальных, обеспечивающих точную передачу необходимых навыков новым исполнителям.
Конструктивисты Эрнест Геллнер, Б. Андерсон, Эрик Хобсбаум и др. применяли идеи конструктивизма в том числе для изучения роли мифологизированной истории и «изобретённой традиции» в становлении наций и государств. В их работах показано избирательное использование в политических целях существовавших до этого культур, которые чаще всего радикально трансформируются. Геллнер отмечал: «Мёртвые языки могут быть оживлены, традиции изобретены, вполне фиктивная первоначальная чистота нравов восстановлена» (1983).

## История
В XVIII веке начинается процесс «изобретения наций» и их истории, в который включаются представления о «народных традициях» и «исторических корнях». В этих версиях мифические герои Троянской войны в роли «прародителей» сменяются древними племенами и государствами. Историография XVIII—XIX веков в основном оставалась политической; национально-государственной историографией принимались в расчёт прежде всего все государственно-политические образования, когда-либо располагавшиеся на нынешней территории. Так, уже в первой половине XIX века в истории Франции была включена история таких государств, как Бургундия, Нормандия, империя Карла Великого и Франкские королевства. Взгляды на этнические корни нации создавали различные фантастические анахронизмы. Так, в работе «Что такое нация?» (1882) Эрнеста Ренана утверждалось: «Уже в X в. все обитатели Франции были французами. Идея различия рас в населении Франции абсолютно исчезла вместе с французскими писателями и поэтами эпохи Гуго Капета». Только в начале XX века Поль Видаль де ла Блаш, критикуя «национализацию» прошлого, ставит вопрос: «Является ли Франция географической реальностью?».
Образование национальных государств в XVIII и в особенности в XIX веке сопровождалось активным формированием национально-государственной символики, включая гимны, флаги, монументы, «места памяти», праздники, различных церемонии и ритуалы. В ходе этого процесса «изобретения традиций» в числе прочего были задействованы этнические элементы — фольклор, народные музыка, обряды, одежда. Нередко использовались маргинальные или почти забытые этнокультурные символы; они могли «изобретаться» заново.
«Изобретение наций» оказало влияние также на самоидентификацию правящих династий. В Европе члены династических семей нередко управляли разными, часто враждующими, государствами. Бенедикт Андерсон писал, что к середине XIX века «в силу быстро растущего во всей Европе престижа национальной идеи, в евро-средиземноморских монархиях наметилась отчетливая тенденция постепенно склоняться к манящей национальной идентификации. Романовы открыли, что они великороссы, Ганноверы — что они англичане, Гогенцоллерны — что они немцы, а их кузены с несколько большими затруднениями превращались в румын, греков и т. д.». Изменился также подход к предкам царствующих фамилий. В династических представлениях мифические персонажи были заменены более реальными властителями прошлого, которым, однако, стала присваиваться «правильная» национальность. Одним из наиболее ярких примеров является вопрос об этнической принадлежности первых русских князей; полемика по поводу этого вопроса была названа историком Василием Ключевским «симптомом общественной патологии».